# 返校節
返校節（英語：Homecoming）是美國許多高中、學院及大學的傳統，歡迎往屆畢業校友重返學校，慶祝組織存在的傳統，感受學校的發展與變化，重溫學生時代的回憶。 美國返校節通常在每年9月至10月舉行，圍繞著社區內會舉辦宴會、舞會及體育比賽，最常見的是美式足球、籃球或冰上曲棍球，還有學校合唱團、行進樂隊和運動隊為特色的遊行，以及返校女王和返校國王的加冕禮。